# I-86 (запад)
I-86 (Interstate 86) — межштатная автомагистраль в Соединённых Штатах Америки. Протяжённость магистрали — 62,85 мили (101,147 км). Полностью располагается на территории штата Айдахо. До 1980 года называлась Interstate 15N.

## Маршрут магистрали
Западный конец Interstate 86 располагается неподалёку от города Деклоу в южной части Айдахо, на пересечении с Interstate 84. Здесь, как и на протяжении большей части всего маршрута, I-86 соединена с US 30. Поскольку начало магистрали находится в малонаселённом районе округа Кассия, первые 14 миль на ней нет ни одной развязки. Затем I-86 пересекает реку Рафт, после которой расположен съезд на улицу Yale Road.
Следующая развязка находится уже в округе Пауэр. В Пауэре Interstate 86 поворачивает на северо-восток и проходит неподалёку от парка штата Мэссакр-Рокс. Следующая крупная развязка магистрали располагается у города Американ-Фолс. Затем дорого пересекает индейскую резервацию Форт-Холл. Перед пересечением реки Портнёф I-86 и US 30 разъединяются, US 30 отходит на юго-восток.
Затем I-86 попадает на территорию округа Баннок, в городе Чаббак пересекая US 91. Восточный конец магистрали располагается на пересечении с I-15.

## Основные развязки
- US 30, округ Пауэр
- US 91, Чаббак